# Левкес (дем Касандра)
Лѐвкес (на гръцки: Λεύκες) е село в Егейска Македония, Гърция, в дем Касандра в административна област Централна Македония. Левкес е разположено в южния край на полуостров Касандра - най-западният ръкав на Халкидическия полуостров, на километър над село от Певкохори и на практика е негова махала. Има население от 13 души (2001).